# Klakknabben
Klakknabben är en bergstopp i Antarktis. Den ligger i Östantarktis. Norge gör anspråk på området. Toppen på Klakknabben är 2 080 meter över havet.
Terrängen runt Klakknabben är huvudsakligen en högslätt. Trakten är obefolkad. Det finns inga samhällen i närheten. 